# Mondragon, Bắc Samar

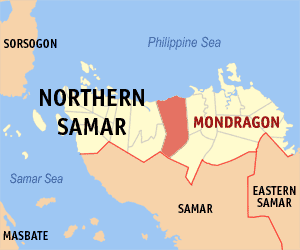
Bản đồ Northern Samar với vị trí của Mondragon

Mondragon là một đô thị hạng 4 ở tỉnh Bắc Samar, Philippines. Theo điều tra dân số năm 2000, đô thị này có dân số 28.098 người trong 5.252 hộ.

## Barangay
Mondragon được chia thành 24 barangay.
| - Bagasbas - Bugko - Cablangan - Cagmanaba - Cahicsan - Chitongco (Pob.) - De Maria - Doña Lucia - Eco (Pob.) - Flormina - Hinabangan - Imelda | - La Trinidad - Makiwalo - Mirador - Nenita - Roxas - San Agustin - San Antonio - San Isidro - San Jose - San Juan - Santa Catalina - Talolora |